# جو ويلسون (سياسي)
جو ويلسون (بالإنجليزية: Joe Wilson)‏ هو سياسي بريطاني، ولد في 6 يوليو 1937 في المملكة المتحدة. حزبياً، نشط في حزب العمال. في انتخابات البرلمان الأوروبي 1989، انتخب عضو في البرلمان الأوروبي عن دائرة North Wales (European Parliament constituency) ‏ لترشحه ضمن قائمة حزب العمال، وقد انضم خلال فترته النيابية (25 يوليو 1989 – 18 يوليو 1994) للكتلة البرلمانية التحالف التقدمي للاشتراكيين والديمقراطيين وفي انتخابات البرلمان الأوروبي 1994، انتخب عضو في البرلمان الأوروبي عن دائرة North Wales (European Parliament constituency) ‏ لترشحه ضمن قائمة حزب العمال، وقد انضم خلال فترته النيابية (19 يوليو 1994 – 19 يوليو 1999) للكتلة البرلمانية التحالف التقدمي للاشتراكيين والديمقراطيين.